# 말의 체고
말의 체고(Height)는 지상에서부터 말의 등성마루의 가장 높은 지점까지를 말하며 측정 단위는 핸드(4인치 또는 10.16cm)다. 정확한 체고를 재기 위해서는 완전히 평평한 지면에 네발로 균등하게 서게 하고, 머리는 들지도 내리지도 말고 정상적인 각도를 유지하게 해야 한다. 만일 말이 장제를 했을 경우는 편자의 높이인 0.5cm를 빼야 한다.

## 말의 신체 관련 용어

### 마신
마신(Horse length)은 말의 몸 길이. 코 끝에서 미근까지의 길이를 말하며, 말의 대소에 따라 다르지만 보통 2.4ｍ 정도이다. 결승착차 표시는 관례상 마신으로 표시한다.

### 마체중
마체중(Horse weight)은 말의 몸무게. 매월 1회 마체검사시 계량을 하고 매 출주 75분 전 장안소에서 계량하여 말의 건강상태 및 경주능력을 판단하는 중요한 자료로 쓰인다.

### 백반
백반(White mark)은 말의 몸에 국부적으로 흰털이 나 있는 것을 말하며 말의 개체 감별에 이용된다.

### 두부의 백반
1. 성(Star)- 말의 앞이마에 나 있는 것
2. 액자모(Few white hairs)- 말의 앞이마에 흰털이 여기 저기 드문드문 나 있는 것

1. ↑  “How Horse Height is Measured” (영어). 2024년 12월 6일. 2025년 3월 17일에 확인함.